# Wheeling (West Virginia)
Wheeling er en by i den amerikanske delstat West Virginia. Byen har 27.052(2020) indbyggere og er administrativt center i det amerikanske county Ohio County.